# Vereinigung Bildender Künstler Steiermarks
Die Vereinigung Bildender Künstler Steiermarks (VBK Steiermark) ist eine Künstlervereinigung in der Steiermark mit Sitz in Graz.

## Geschichte
Die Künstlervereinigung wurde am 12. Oktober 1899 im Gasthaus „Zur Stadt Neugraz“ von den Malern Leo Dietmann, Ludwig Kainzbauer, Josef Pollack, Alois Schwinger, dem Architekten Julius Kubik und dem Bildhauer Georg Winkler als erste berufsständische Künstlervereinigung der Steiermark gegründet. Alle waren Mitglieder des Steiermärkischen Kunstvereins. Mitbeteiligt an den Formulierungen der Gründerversammlung war auch August Ortwein. Zu den Teilnehmern der Gründungsversammlung gehörten auch Paul Scholz, Alois Kasimir, Wilhelm Langer, Hermann Bergmeister, Adolf Schumann 1849–1910, Karl Lacher, Rudolf Bakalowits, August Gunolt, Adolf Wagner, Josef Mahorcig., Heinrich Bank und Karl Berger.
Die Schwerpunkte bilden die Malerei und die Bildhauerei. Mit anderen Künstlervereinen errichtete die Vereinigung das Künstlerhaus Graz. Von Beginn an festgelegt wurde die Durchführung einer Frühjahrs- und einer Herbstausstellung, letztere als Jahresausstellung für die ordentlichen Mitglieder im Bibliothekssaal der alten Universität veranstaltet. 1902 erhielt die Vereinigung erstmals finanzielle Unterstützung der Stadtgemeinde Graz in Höhe von 400 Kronen, ab 1903 aufgrund des Bevölkerungsinteresses an den Ausstellungen dann 600 Kronen. Ferdinand Pamberger, ebenfalls Mitglied, ermöglichte 1903 die erste Ausstellung in Wien und auch erstmals in Brunn am Gebirge stellte man im gleichen Jahr aus. Ab 1903 wurde auch die von der Stadtgemeinde Graz gestiftete Silbermedaillen im Rahmen der Jahresausstellung vergeben. 1904 ermöglichte der dem Verband angehörige Maler Johann Victor Krämer eine Ausstellung in der Wiener Sezession und auch in Linz stellte man erstmals aus. Von 1905 bis 1924 fand die Jahresausstellung im rechten Flügel des Landesmuseums in der Neutorgasse statt. Mit 23 Werken von 13 Mitgliedern beteiligte man sich 1906 an der „Österreichischen Ausstellung in London“. Während des Ersten Weltkriegs fand keine Jahresausstellung statt.
Von 1917 bis 1958 nannte sich der Verein Genossenschaft Bildender Künstler Steiermarks (GbKSt). 1923 stellten mehr als 20 Mitglieder in München im Kunsthaus Brakl aus. 14 Künstler der Genossenschaft gründeten am 27. April 1925 den Künstlerbund Graz. Das Das 25-jährige Bestehen wurde mit einer Jubiläumsschau im Künstlerhaus Wien gefeiert. Am 30. Juli 1938 erfolgte die Zwangsauflösung der Vereine. Bei einem Bombenangriff auf das Vereinsarchiv im November 1941 gingen zahlreiche Aufzeichnungen aus den Jahren bis 1939 verloren.
Nach dem Zweiten Weltkrieg wurde die Auflösung der Genossenschaft auf Antrag an die Landeshauptmannschaft annulliert. Unter der vorläufigen Bezeichnung „Verband bildender Künstler Steiermarks“ trafen 60 Künstler die Vorbereitung für die erste Ausstellung nach Kriegsende, die vom 22. bus zum 28. Oktober stattfand. Präsident der 1946 dann wiedergegründeten Genossenschaft wurde August Rantz.
Der Vereinigung gehören ordentlichen und außerordentliche Mitgliedern an, zu letzteren zählen Ehrenmitglieder, Stifter, Gründer, Förderer und korrespondierende Mitglieder. Ihr gehörten bekannte Künstler an, darunter Wilhelm Thöny, Alfred Zoff, Gustinus Ambrosi (ab 1935 auch Ehrenmitglied), Carl O’Lynch of Town, Alois Penz, Ferdinand Brunner, Marie Egner, Karl Pferschy, Robert Russ, Josef und Tochter Maria Assunta Arbesser von Rastburg, Ulf Mayer und Gattin Edith Mayer-Hammer, Helmuth Ascher, Constantin Damianos, Ludwig Sigmundt, Adolf von Inffeld, Daniel Pauluzzi, Wilhelm Gösser, Heinrich Gollob, Anton Weinkopf, Ernst Peche, Bartholomäus „Bartolo“ Stefferl jun., Oskar Stössel, Albin Egger-Lienz, Josef Stoitzner, Franz Gruber-Gleichenberg, Johann Nepomuk Geller, Cornelia Paczka-Wagner, Hanna Philippovich, Franz Trenk, Adolf Wiesler, Camillo Kurtz und weitere.

## Präsidenten (bis 1955 Vorstände)
- 1899–1905: August Gunolt
- 1905–1908: Karl Lacher
- 1908–1910: Alfred Zoff
- 1910–1913: Adolf Wagner (ab 1919 dann Ehrenmitglied)
- 1913–1919: Hermann Bergmeister (danach auch Ehrenmitglied)
- 1919–1922: Anton Marussig
- 1922: Paul Scholz
- 1923–1924: Hermann Bergmeister (2. Amtszeit)
- 1924: Leo Scheu
- 1925–1927: Leopold Theyer
- 1927–1938: Hermann Bergmeister (3. Amtszeit)
- 1938: Auflösung aller Vereine
- 1946–1952: August Rantz
- 1953–1972: Karl Voglar (2. Amtszeit)
- 1973–1977: Berthold Maier
- 1978–2002: Ulf Mayer (später Ehrenpräsident)
- 2003: Sepp Pircher
- 2004–2008: Riki Metz-Lerchental
- 2008–2015: Anna Geiger
- seit 2015: Gottfried Pengg-Auheim